# Джульєтта Сіміонато
Джульєтта Сіміонато (англ. Giulietta Simionato; 12 травня 1910, Форлі — 5 травня 2010, Рим) — італійська оперна співачка.
Джульєтта Сіміонато дебютувала як оперна співачка в 1928 році у віці вісімнадцять років. Вісім років по тому вона вперше виступила на сцені театру «Ла Скала» і відтоді не залишала її впродовж тридцяти років. Згодом Сіміонато неодноразово виступала і на інших знаменитих оперних майданчиках — у лондонському Ковент-Гардені, нью-йоркському Метрополітен-опера, Віденській державній опері. У числі коронних партій мецо-сопрано Сіміонато — Розіна з «Севільського цирульника» Джоаккіно Россіні, Кармен з однойменної опери Жоржа Бізе і дочка фараона Амнеріс з «Аїди» Джузеппе Верді.
Багато музичних експертів називали Сіміонато в числі найвидатніших співачок післявоєнної Італії. Джульєтта Сіміонато, поряд з її близькою подругою Марією Каллас, стояла біля витоків відродження епохи бельканто.
Володарка премії «Золотий Орфей» (1956).
Сіміонато пішла з великої сцени в 1966 році, проте не залишила музику, присвятивши себе викладацькій діяльності, займатися якою вона продовжувала аж до останніх років свого життя.